# Ветеран труда Нижегородской области
Звание "Ветеран труда Нижегородской области" — форма поощрения граждан за многолетний добросовестный труд во всех сферах деятельности на благо Нижегородской области и Российской Федерации.

## История звания
Почетное звание "Заслуженный ветеран Нижегородской области"  введено законом Нижегородской области от 27 ноября 2007 года №160-З.

## Основания присвоения
Звание может быть присвоено гражданам Российской Федерации, проживающим на территории Нижегородской области и имеющим страховой стаж не менее 40 лет для мужчин и 35 лет для женщин, при условии достижения ими общеустановленного возраста, дающего право на трудовую пенсию по старости в соответствии со статьей 7 Федерального закона от 17 декабря 2001 года N 173-ФЗ "О трудовых пенсиях в Российской Федерации".

## Порядок и процедура присвоения звания
Лица, претендующие на присвоение звания "Ветеран труда Нижегородской области", подают в Управление социальной защиты населения по месту жительства заявление с приложением документов, подтверждающих наличие оснований для присвоения звания "Ветеран труда Нижегородской области". Управление социальной защиты осуществляет проверку представленных заявителем документов и регистрирует заявление с документами в день их представления в журнале с выдачей заявителю расписки о принятии заявления и документов на присвоение звания "Ветеран труда Нижегородской области".
В случае выявления в документах несоответствия либо недостоверной или искаженной информации, либо некомплектности представленных документов, заявление и документы не регистрируются, при этом гражданину дается устная консультация и факт его обращения регистрируется в журнале регистрации консультаций и устных обращений граждан в день обращения гражданина.
Управление социальной защиты в течение 3 рабочих дней со дня регистрации заявления производит подсчет страхового стажа и передает заявление и документы на рассмотрение в комиссию Управления социальной защиты населения по месту жительства граждан.
Комиссия рассматривает документы и принимает решение о подготовке ходатайства о присвоении звания "Ветеран труда Нижегородской области" по каждому рассмотренному заявлению либо, в случае несоответствия представленных документов действующему законодательству о подготовке ходатайства об отказе в присвоении звания "Ветеран труда Нижегородской области" (далее - ходатайство об отказе).
Ходатайство о присвоении и ходатайство об отказе оформляются Управлением социальной защиты населения и представляются в Министерство социальной политики Нижегородской области до 20-го числа каждого месяца.
В случае подтверждения несоответствия представленных документов действующему законодательству Министерство готовит письменное уведомление гражданину с указанием причин отказа, которое в течение 10 рабочих дней после окончания проверки направляется заявителю, копия письменного уведомления направляется в Управление социальной защиты населения по месту жительства заявителя.
В случае установления соответствия представленных документов действующему законодательству гражданин включается в очередной приказ Министерства о присвоении звания "Ветеран труда Нижегородской области". Приказ о присвоении звания "Ветеран труда Нижегородской области" направляется в Управление социальной защиты населения по месту жительства граждан.
Управлением социальной защиты населения по месту жительства в течение 10 дней со дня поступления из Министерства приказа уведомляет в устной форме лицо, которому присвоено звание "Ветеран труда Нижегородской области" о его присвоении.
Лицу, которому присвоено звание "Ветеран труда Нижегородской области", Управлением социальной защиты населения по месту жительства выдается удостоверение "Ветеран труда Нижегородской области".
Заявления и документы на присвоение звания "Ветеран труда Нижегородской области" хранятся в Управлении социальной защиты населения по месту жительства граждан.

## Льготы
Ветерану труда Нижегородской области предоставляются следующие льготы:
- ежемесячная денежная выплата в размере 508 рублей;
- ежемесячная денежная компенсация в размере 50 процентов платы за жилое помещение в пределах социальной нормы площади жилья с учетом членов семей указанных лиц, находящихся на их иждивении и совместно с ними проживающих, и предоставляемые коммунальные услуги, кроме платы за твердое топливо (при наличии печного отопления), в пределах установленных нормативов потребления коммунальных услуг; ежеквартальная денежная компенсация расходов на приобретение твердого топлива в размере 380 рублей (при наличии печного отопления);
- обеспечение, с учетом среднедушевого дохода семьи ветерана, льготными путевками в социальные реабилитационные учреждения министерства социальной политики Нижегородской областии.
- Вышеозначенные льготы предоставляются ветеранам труда Нижегородской области, имеющим доход ниже величины среднедушевого денежного дохода в Нижегородской области, определяемой по данным территориального органа Федеральной службы государственной статистики по Нижегородской области в соответствии с последним годовым балансом денежных доходов и расходов населения, утверждённым Федеральной службой государственной статистики. На 2015 год среднедушевой денежный доход  в Нижегородской области составляет 27929,80 руб.